# Ричмонд (Илиноис)
Ричмонд (енгл. Richmond) град је у америчкој савезној држави Илиноис.

## Демографија
По попису из 2010. године број становника је 1.874, што је 783 (71,8%) становника више него 2000. године.
| Група             | 2000.         | 2010.         |
| Белци             | 1.036 (95,0%) | 1.670 (89,1%) |
| Афроамериканци    | 3 (0,3%)      | 16 (0,9%)     |
| Азијати           | 7 (0,6%)      | 32 (1,7%)     |
| Хиспаноамериканци | 44 (4,0%)     | 130 (6,9%)    |
| Укупно            | 1.091         | 1.874         |